# Transmisión aérea
Una transmisión aérea o transmisión por el aire es la transmisión de una enfermedad a través de pequeñas partículas que pueden transmitirse a través del aire a lo largo del tiempo y distancia. Las enfermedades que pueden transmitirse por el aire incluyen muchas de considerable importancia tanto en la medicina humana como en la veterinaria. Los patógenos relevantes pueden ser virus, bacterias u hongos, y pueden transmitirse al respirar, hablar, toser, estornudar, levantar polvo, rociar líquidos, tirar de la cadena o cualquier actividad que genere partículas o gotitas de aerosol. 
Las enfermedades humanas transmitidas por el aire no incluyen las causadas por la contaminación del aire, como los compuestos orgánicos volátiles (COV), los gases o cualquier partícula del aire.
La transmisión aérea es distinta de la transmisión por gotitas respiratorias ya que son lo suficientemente grandes como para caer rápidamente al suelo después de ser producidas, a diferencia de las partículas más pequeñas que transportan patógenos en el aire. Además, mientras que las gotitas respiratorias constan principalmente de agua, las partículas en el aire son relativamente secas, lo que dañan a muchos patógenos, por lo que su capacidad para transmitir infecciones es reducida o eliminada. Por tanto, el número de patógenos que pueden transmitirse por vía aérea es limitado.
Tanto los aerosoles como las gotitas respiratorias son parte de la ruta respiratoria de transmisión de enfermedades comunicables. Las personas generan aerosoles y gotitas en una amplia gama de tamaños y concentraciones, y la cantidad producida varía ampliamente según la persona y la actividad. Las gotas más grandes, de más de 100μm, caen al suelo y se asientan a menos de 2 m, excepto cuando son propulsadas. Las partículas más pequeñas pueden transportar patógenos en el aire durante períodos prolongados de tiempo. Hay una mayor concentración de patógenos en el aire dentro de los 2 m de distancia; sin embargo, pueden viajar más lejos y acumularse, concentrándose, en una habitación.
El límite tradicional de tamaño de 5 μm entre las gotitas en el aire y las respiratorias ha sido criticado como una falsa dicotomía no basada en la ciencia, ya que las partículas exhaladas forman un continuo de tamaños cuyo destino depende de las condiciones ambientales además de sus tamaños iniciales. Sin embargo, han formado la base de las precauciones sobre la transmisión hospitalaria durante décadas.

## Visión general
Las enfermedades transmitidas por el aire incluye cualquiera que sea causada por la transmisión a través del aire. Muchas enfermedades transmitidas por el aire son de gran importancia médica. Los patógenos transmitidos pueden ser cualquier tipo de microbio y pueden propagarse en aerosoles, polvo o líquidos. Los aerosoles pueden generarse a partir de fuentes de infección, como las secreciones corporales de un animal o persona infectada, los desechos biológicos que pueden acumularse en desvanes, cuevas, basura y similares. Estos aerosoles infectados pueden permanecer suspendidos en las corrientes de aire el tiempo suficiente para viajar a distancias considerables; los estornudos, por ejemplo, pueden proyectar fácilmente gotitas infecciosas a lo largo de un autobús.
Los patógenos o alérgenos transportados por el aire, a menudo, causan inflamación en la nariz, garganta, senos nasales y pulmones. Esto es causado por la inhalación de estos patógenos que afectan el sistema respiratorio de una persona o incluso el resto del cuerpo. La congestión de los senos nasales, la tos y el dolor de garganta son ejemplos de inflamación de las vías respiratorias superiores debido a estos agentes transportados por el aire. La contaminación del aire juega un papel significativo en las enfermedades transmitidas por el aire que están relacionadas con el asma. Se dice que los contaminantes influyen en la función pulmonar aumentando la inflamación de las vías respiratorias.
Muchas infecciones comunes pueden propagarse por transmisión aérea. al menos en algunos casos, que incluyen pero no se limitan a: COVID-19, virus del sarampión (Measles morbillivirus), virus varicela-zóster, Mycobacterium tuberculosis, virus de la gripe, enterovirus, norovirus y, menos comúnmente, coronavirus, adenovirus y posiblemente, virus respiratorio sincitial. Sin embargo, debido a que la sequedad a menudo daña los patógenos, la cantidad de enfermedades que pueden propagarse por vía aérea es limitada.
Las enfermedades transmitidas por el aire también pueden afectar a los no humanos. Por ejemplo, la enfermedad de Newcastle es una enfermedad aviar que afecta a muchos tipos de aves de corral domésticas en todo el mundo y se transmite a través de la contaminación del aire.

## Vías de transmisión
Las infecciones transmitidas por el aire suelen producirse por vía respiratoria, con el agente presente en aerosoles (partículas infecciosas menores a 5 µm de diámetro), incluyendo partículas secas, a menudo, restos de partículas húmedas evaporadas llamada núcleos (nuclei) y partículas húmedas. Este tipo de infección generalmente requiere ventilación independiente durante el tratamiento. por ejemplo, en tuberculosis.

## Humedad relativa (HR)
La humedad relativa juega un papel importante en la evaporación de las gotas y la distancia que alcanzan. Las gotas de 30 μm se evaporan en segundos.
Los Centros para el Control y Prevención de Enfermedades recomiendan un mínimo del 40% de HR en interiores. Mantener la humedad relativa interior mayor al 40% reducirá significativamente la infectividad del virus en aerosol. Una humedad ideal para prevenir la transmisión viral respiratoria por aerosoles, a temperatura ambiente parece estar entre el 40% y el 60% de HR. Si la humedad relativa desciende por debajo del 35% de HR, existen más virus en el aire.

## Transmisión
Los factores que influyen en la transmisión de enfermedades transmitidas por el aire pueden establecerse de la siguiente forma:
- Los factores ambientales influyen en la eficacia de la transmisión de enfermedades por vía aérea. Las condiciones ambientales más constatables son la temperatura y la humedad relativa. La suma de todos los factores que influyen en la temperatura y la humedad, ya sean meteorológicos (exterior) o humanos (interior), así como otras circunstancias que influyen en la propagación de gotitas que contienen partículas infecciosas, como el viento o el comportamiento humano, influyen en la transmisión de enfermedades transmitidas por el aire.

- Las precipitaciones. El número de días de lluvia[17] es más importante que la precipitación total.[18][19] La media de horas de sol diarias,[20] la latitud y la altitud[18] son relevantes para evaluar la posibilidad de propagación de cualquier infección transmitida por el aire. Algunos eventos poco frecuentes o excepcionales influyen en la diseminación de las enfermedades transmitidas por el aire, incluidas tormentas tropicales, huracanes, tifones o monzones.[21]

- El clima determina la temperatura, los vientos y la humedad relativa, los principales factores que afectan la propagación, la duración y la infecciosidad de las gotas que contienen partículas infecciosas. El virus de la gripe se propaga fácilmente en el invierno del hemisferio norte debido a las condiciones climáticas que favorecen su infecciosidad.

- Después de eventos climáticos aislados, la concentración de esporas de hongos en el aire disminuye; unos días después, se encuentra un número exponencialmente mayor de esporas, en comparación con las condiciones normales.[22]

- La socioeconomía tiene un papel menor en la transmisión de enfermedades por vía aérea. En las ciudades, la propagación de enfermedades transmitidas por el aire es más rápida que en las zonas rurales y en las afueras de las ciudades. Las zonas rurales generalmente favorecen una mayor diseminación de hongos en el aire.[23]

- La proximidad a grandes masas de agua, como ríos y lagos, puede ser una causa de algunos brotes de enfermedades transmitidas por el aire.[21]

- El mantenimiento deficiente de los sistemas de aire acondicionado ha provocado brotes de Legionella pneumophila.[24]

## Prevención
Algunas formas de prevenir las enfermedades transmitidas por el aire incluyen la inmunización específica de la enfermedad, el uso de respirador y la limitación del tiempo que se pasa en presencia de cualquier paciente que pueda ser una fuente de infección. La exposición a un paciente o a un animal con una enfermedad transmitida por el aire no garantiza contraer la enfermedad, ya que la infección depende del sistema inmunológico del huésped y de la cantidad de partículas infecciosas ingeridas.
Se pueden usar antibióticos para tratar infecciones primarias bacterianas transmitidas por el aire, como es el caso de la peste neumónica.
Los Centros para el Control y la Prevención de Enfermedades (CDC) de los Estados Unidos informan al público sobre las vacunaciones y el seguimiento cuidadoso de protocolos de higiene y saneamiento para la prevención de enfermedades transmitidas por el aire. Muchos especialistas en salud pública recomiendan el distanciamiento físico (también conocido como distanciamiento social) para reducir la transmisión de infecciones transmitidas por el aire.
Un estudio de 2011 concluyó que las vuvuzelas (un tipo popular de bocina de aire, por ejemplo, entre los fanáticos del fútbol) presentaban un riesgo particularmente alto de transmisión aérea cuando su emisor tenía una infección respiratoria, ya que estaban esparciendo una cantidad mucho mayor de partículas de aerosol que, por ejemplo, el simple acto de gritar.